# Paděraite
La paděraite è un minerale.